# Casa Monturiol Porret
La Casa Monturiol Porret és un edifici del municipi de Figueres (Alt Empordà) que forma part de l'Inventari del Patrimoni Arquitectònic de Catalunya.

## Descripció
Edifici al centre històric de la ciutat, a prop de la Rambla de Figueres. És un edifici entre mitgeres de planta baixa i dos pisos. Està ordenat en dos registres visuals: la planta baixa, recoberta en imitació d'encoixinat comprèn els locals comercials i la porta d'accés a l'edifici amb un oval a sobre de la porta amb decoració floral. El segon registre comprèn els dos pisos superiors que a la vegada s'ordenen verticalment en dos cossos: el de la dreta amb una tribuna coberta més avançada que la resta d'elements de la façana, suportada per mènsules, al primer pis, i que dona lloc a un balcó a nivell del segon pis; aquest cos està emmarcat per pilastres laterals amb medallons florals en comptes de capitells donant lloc entre ambdós a un frontó corbat amb ornamentació floral. El cos de l'esquerra presenta a cadascun dels pisos un balcó i una finestra laterals amb llindes decoratives. Culminat per motllura, fris, i cornisa. Cobert per terrassa.